# 8月6日
8月6日是阳历年的第218天，闰年時是219天，离一年的结束还有147天。

## 大事记

### 19世紀前
- 1399年：燕王朱棣起兵于北平，以“清君侧”为名，发动“靖难之役”。
- 1538年：西班牙征服者貢查洛·希梅內茲·德·奎薩達（英语：Gonzalo Jiménez de Quesada）在今日的哥倫比亞正式宣布建立波哥大。
- 1623年：額我略十五世去世後，在羅馬舉行的教皇會推選馬費奧·巴爾貝里尼為教皇烏爾巴諾八世。
- 1726年：神圣罗马帝国和俄国缔结反土耳其军事联盟。

### 19世紀
- 1806年：神圣罗马皇帝弗朗茨二世因为拿破仑一世的最后通牒而放弃帝号，神圣罗马帝国正式灭亡。
- 1890年：在上诉失败之后，美国纽约州政府针对奥本监狱的杀人犯威廉·凯姆勒执行首例电椅死刑。
- 1898年：台灣中南部發生戊戌大水災。

### 20世紀
- 1914年：在第一次世界大战中，奥匈帝国向俄罗斯帝国宣战，塞尔维亚向德国宣战。
- 1915年：第一次世界大战中德军占领华沙。
- 1932年：最早的国际电影节威尼斯电影节创办。
- 1942年：雅努什·科扎克與兩百位兒童從華沙遣送到特雷布林卡集中營毒死。
- 1945年：美国陆军航空队艾诺拉·盖号轰炸机在日本广岛市投下小男孩原子弹，造成14万人死亡。
- 1962年：拉丁美洲西印度群岛岛国牙买加在經歷英國於1665年從西班牙殖民者手中取得土地並且持續統治300年後正式宣告獨立，並加盟英联邦成员国。
- 1965年：中華民國海軍和中國人民解放軍海軍在福建東山島爆發東山海戰，兩艘中華民國海軍軍艦在此役中遭到擊沉。
- 1965年：美國總統林登·詹森簽署《選舉法案》使其成為法律，取締了導致非裔美國人普遍被剝奪投票權的識字測驗和其他歧視性投票做法。
- 1991年：英国电脑科学家蒂姆·伯纳斯-李首次解释超文字系统的概念，又被称作「全球资讯网」。
- 1993年：日本新黨領袖細川護熙當選首相，為自1955年起38年以來首個非自民·非共產聯合政權，結束了自民黨自1955年以來的長期執政。
- 1995年：美國和越南關係正常化，美國駐越南代表處升格為大使館。
- 1996年：美國國家航空暨太空總署宣布在南極洲發現的隕石艾倫丘陵隕石84001，可能存在著火星上曾經有生命的證據。
- 1997年：大韓航空801號班機在接近關島安東尼奧·汪帕特國際機場時撞上山丘，機上254人中有228人罹難。

### 21世紀
- 2003年：上海合作组织举行首次多国联合军事演习。
- 2008年：毛里塔尼亚的军人发动军事政变，总统西迪·烏爾德·謝赫·阿卜杜拉希和总理葉海亞·烏爾德·艾哈邁德·瓦格夫被扣押。
- 2011年：英国伦敦警察厅警务人员枪杀马克·达根后，大量伦敦自治市民众上街抗议并引发骚乱。
- 2012年：美国国家航空航天局火星科学实验室辖下的火星车「好奇号」成功降落火星盖尔撞击坑。
- 2024年：烏克蘭武裝部隊從蘇梅方向開始向俄罗斯库尔斯克州展開行動，並襲擊駐扎在尼古拉耶沃-達里諾（俄语：Николаево-Дарьино）和奧列什尼亞（俄语：Олешня (Курская область)）等村庄的俄部队和边防警卫[1]。

## 出生
- 1180年：後鳥羽天皇，日本第82代天皇（1239年逝世）
- 1667年：約翰·白努利，瑞士數學家（1748年逝世）
- 1697年：查理七世，神聖羅馬皇帝（1745年逝世）
- 1766年：威廉·海德·渥拉斯頓，英國化學家、物理學家（1828年逝世）
- 1768年：讓-巴蒂斯特·貝西埃，法國軍事指揮官、帝國元帥（1813年逝世）
- 1775年：昂古萊姆公爵路易-安托萬，法國波旁王朝王室成員（1844年逝世）
- 1811年：猶大·班傑明，美國政治家，史上首位在北美洲當上內閣官員的猶太人（1884年逝世）
- 1861年：伊蒂絲·羅斯福，美國第一夫人（1948年逝世）
- 1881年：亚历山大·弗莱明，英國细菌学家，青霉素发明者，1945年諾貝爾生理學或醫學獎得主（1955年逝世）
- 1885年：鄧萃英，中華民國教育家（1972年逝世）
- 1890年：蔣渭水，台灣日治時期民主運動先驅（1931年逝世）
- 1898年：黄鸣龙，中國有机化学家（1979年逝世）
- 1911年：露西尔·鲍尔，美國喜劇演員（1989年逝世）
- 1919年：肯尼斯·萊文伯格，美國統計學家（1973年逝世）
- 1927年：阿圖羅·阿曼多·莫利納，薩爾瓦多政治家，第36任薩爾瓦多總統（2021年逝世）
- 1928年：安迪·沃荷，美國藝术家，波普藝術的開創者（1987年逝世）
- 1930年：湯姆·布倫南，美國NBA聯盟職業籃球運動員（1990年逝世）
- 1933年：蘇欽達·甲巴允，泰國軍事人物，第19任泰國總理（2025年逝世）
- 1939年：楊登魁，臺灣企業家，八大電視創辦人（2012年逝世）
- 1942年：安尼魯·康特，獅子山醫師（2004年逝世）
- 1944年：艾維納許·迪克西特，印度裔美國經濟學家
- 1947年：穆罕默德·纳吉布拉，阿富汗总统和共產主義者（1996年逝世）
- 1952年：李修賢，香港男演員
- 1955年：拉爾斯·阿達克圖森，瑞典政治人物，現任瑞典國會議員
- 1958年：高志森，香港男導演、編劇、監制、主持人
- 1959年：柯文哲，台灣醫師、政治人物，前任台北市市長
- 1962年：楊紫瓊，馬來西亞女演員
- 1963年：凱文·米特尼克，美國電腦安全顧問、作家、駭客（2023年逝世）
- 1964年：梁雁翎，香港女歌手
- 1965年：梶浦由記，日本作曲家、編曲家
- 1965年：古田敦也，美國職業棒球運動員
- 1965年：大衛·羅賓森，美國職業籃球運動員
- 1965年：斯特凡·彼得漢塞爾，法國拉力賽車手
- 1969年：石田奈央美，日本色彩設計師
- 1970年：曾心梅，台灣女歌手
- 1970年：梁佩瑚，香港女演員
- 1970年：奈特·沙馬蘭，印度裔美國電影編劇、導演
- 1972年：方馨，台灣女演員
- 1972年：潔芮·哈利維爾，英國女歌手
- 1973年：古澤良太，日本編劇
- 1976年：保羅·巴奇加盧比，美國科幻小說作家
- 1976年：特拉维斯·卡兰尼克，美國程式設計師、企業家
- 1978年：彭政閔，台灣職業棒球運動員、教練
- 1980年：潘瑋柏，台灣男歌手、主持人
- 1981年：浦井健治，日本男演員
- 1981年：崔維·麥考伊，美國男歌手
- 1981年：小萊斯利·奧多姆，美國男演員、歌手
- 1982年：雅芝·加里，美國女模特兒
- 1983年：羅賓·范佩西，荷蘭職業足球運動員
- 1984年：馬婭·奧格涅諾維奇，塞爾維亞女子排球運動員
- 1986年：蘇伊俊，香港籃球運動員
- 1987年：葉姵延，香港羽毛球運動員
- 1988年：窪田正孝，日本男演員
- 1989年：于文霞，中國模特兒
- 1989年：卡莉·洛伊，美國女子排球運動員
- 1990年：二阶堂高嗣，日本男子偶像團體Kis-My-Ft2成員
- 1991年：蘇睿勇，新加坡國家長跑運動員
- 1992年：大西沙織，日本女性聲優
- 1992年：角田夏實，日本女子柔道運動員
- 1993年：石原夏織，日本女性聲優
- 1994年：大地葉，日本女性聲優
- 1994年：中田花奈，日本女性藝人，女子偶像團體乃木坂46前成員
- 1998年：王子璇，中國女演員
- 2004年：迪亞高·莫雷拉，葡萄牙職業足球運動員
- 生年不詳：前川涼子，日本女性聲優

## 逝世
- 1458年：教宗嘉禮三世，羅馬主教（1378年出生）
- 1660年：委拉斯開茲，西班牙畫家（1599年出生）
- 1799年：馬庫斯·埃利澤·布洛赫，德國醫生、博物學家（1723年出生）
- 1867年：福斯坦·蘇盧克，海地軍事、政治人物，第7任海地總統（1782年出生）
- 1913年：雷金納德·李，英國海員，鐵達尼號瞭望員（1870年出生）
- 1922年：烏列爾·塞伯里，美國海軍職業軍官（1848年出生）
- 1925年：格雷戈里奧·里奇-庫爾巴斯托羅，義大利數學家、理論物理學家（1853年出生）
- 1935年：，中国共产党员（1899年出生）
- 1966年：赵承嘏，中国药物化学家（1885年出生）
- 1973年：富爾亨西奧·巴蒂斯塔，古巴軍事領導人，第9、12任古巴總統（1901年出生）
- 1978年：教宗保祿六世，羅馬主教（1897年出生）
- 1988年：李春昱，中国地质学家（1904年出生）
- 1991年：沙普爾·巴赫蒂亞爾，伊朗政治學者、作家，第48任伊朗首相（1914年出生）
- 1997年：塞繆爾·保羅·威爾斯，美國古生物學家（1907年出生）
- 2002年：艾茲赫爾·戴克斯特拉，荷蘭電腦科學家（1930年出生）
- 2005年：郭偉邦，前英國外相（1946年出生）
- 2006年：鈴置洋孝，日本男性聲優、演員（1950年出生）
- 2012年：马文·哈姆利奇，美国作曲家和指挥家（1944年出生）
- 2016年：周聯華，台灣神學家，曾任蔣介石家族三代專任牧師，故又被稱為「宮廷牧師」（1920年出生）
- 2017年：厲聲教，中國外交家、國際法學家（1935年出生）
- 2017年：陳俊任，台灣導演[2]（1966年出生）
- 2021年：王文娟，中國越劇演員（1926年出生）
- 2021年：尤里·特魯特涅夫，俄羅斯理論物理學家、核工程專家（1927年出生）
- 2022年：青木新門，日本作家、詩人（1937年出生）
- 2024年：彭蒙惠，美國教育家、傳教士（1926年出生）[3]。
- 2024年：曾貴海，臺灣醫師及客語詩人，曾任國策顧問（1946年出生）。[4]
- 2025年：愛德華·奧馬內·博阿馬，迦納政治人物（1974年出生）

## 节假日和习俗
- 教會：主顯聖容節
- 牙买加：独立日
- 玻利维亚：独立日
- 哈尔滨市：哈尔滨音乐日 （2023年-）